# Paraguayi labdarúgó-bajnokság (első osztály)
A Primera Divisón a paraguayi hivatásos labdarúgó-bajnokságok legfelsőbb osztálya, amit 1906-ban hozott létre a Paraguayi labdarúgó-szövetség. 2008 óta szezononként két sorozatot szervez. Az Apertura februártól júliusig, míg a Clausura júliustól decemberig kerül megrendezésre. A részt vevő 12 csapat többsége általában a fővárosból, Asunciónból származik. A bajnokság legsikeresebb együttese az Olimpia Asunción, amely 39 alkalommal nyerte meg a bajnokságot és még sosem búcsúzott az első osztálytól. A kiesést az előző három szezonban nyújtott teljesítmény alapján döntik el. A leggyengébben szereplő két csapat távozik a másodosztály küzdelmeibe, míg a másodosztály első két helyezettje jut fel az első osztályba.

## A 2015-ös szezon résztvevői
| Csapat            | Város       | Alapítás | Stadion              | Férőhely |
| ----------------- | ----------- | -------- | -------------------- | -------- |
| 12 de Octubre     | Itauguá     | 1914     | Luis Alberto Salinas | 10 000   |
| Cerro Porteño     | Asunción    | 1912     | General Pablo Rojas  | 33 600   |
| General Díaz      | Luque       | 1917     | General Adrián Jara  | 3 500    |
| Guaireña          | Villarrica  | 2016     | Parque del Guairá    | 12 000   |
| Guaraní           | Asunción    | 1903     | Rogelio Livieres     | 8 000    |
| Libertad          | Asunción    | 1905     | Dr. Nicolás Leoz     | 12 000   |
| Nacional Asunción | Asunción    | 1904     | Arsenio Erico        | 5 000    |
| Olimpia Asunción  | Asunción    | 1902     | Manuel Ferreira      | 20 000   |
| River Plate       | Asunción    | 1911     | Estadio River Plate  | 6 500    |
| Sol de América    | Asunción    | 1909     | Luis Alfonso Giagni  | 7 000    |
| Sportivo Luqueño  | Luque       | 1921     | Feliciano Cáceres    | 25 000   |
| San Lorenzo       | San Lorenzo | 1930     | Gunther Vogel        | 5 000    |

## Az eddigi győztesek
| Csapat           | Bajnok | Második | Bajnokság címek |
| ---------------- | ------ | ------- | --- |
| Olimpia          | 44     | 25      | 1912, 1914, 1916, 1925, 1927, 1928, 1929, 1931, 1936, 1937, 1938, 1947, 1948, 1956, 1957, 1958, 1959, 1960, 1962, 1965, 1968, 1971, 1975, 1978, 1979, 1980, 1981, 1982, 1983, 1985, 1988, 1989, 1993, 1995, 1997, 1998, 1999, 2000, 2011 (C), 2015 (C), 2018 (A), 2018 (C), 2019 (A), 2019 (C) |
| Cerro Porteño    | 32     | 33      | 1913, 1915, 1918, 1919, 1935, 1939, 1940, 1941, 1944, 1950, 1954, 1961, 1963, 1966, 1970, 1972, 1973, 1974, 1977, 1987, 1990, 1992, 1994, 1996, 2001, 2004, 2005, 2009 (A), 2012 (A), 2013 (C), 2015 (A), 2017 (C)                                                                             |
| Libertad         | 20     | 22      | 1910, 1917, 1920, 1930, 1943, 1945, 1955, 1976, 2002, 2003, 2006, 2007, 2008 (A), 2008 (C), 2010 (C), 2012 (C), 2014 (A), 2014 (C), 2016 (A), 2017 (A) |
| Guaraní          | 11     | 16      | 1906, 1907, 1921, 1923, 1949, 1964, 1967, 1969, 1984, 2010 (A), 2016 (C) |
| Nacional         | 9      | 10      | 1909, 1911, 1924, 1926, 1942, 1946, 2009 (C), 2011 (A), 2013 (A) |
| Sol de América   | 2      | 11      | 1986, 1991 |
| Sportivo Luqueño | 2      | 4       | 1951, 1953 |
| Presidente Hayes | 1      | -       | 1952 |
| River Plate      | -      | 3       | ----- |
| Atlántida        | -      | 3       | ----- |
| 12 de Octubre    | -      | 1       | ----- |

## Góllövők és rekordrésztvevők
| Szezon  | Játékos                                           | Klub                                      | Gól |
| ------- | ------------------------------------------------- | ----------------------------------------- | --- |
| 1935    | Pedro Osorio                                      | Cerro Porteño                             | 17  |
| 1936    | Flaminio Silva                                    | Olimpia                                   | 34  |
| 1937    | Francisco Sosa                                    | Cerro Porteño                             | 21  |
| 1938    | Martín Flor Amado Salinas                         | Cerro Porteño Libertad                    | 17  |
| 1939    | Teófilo Salinas                                   | Libertad                                  | 28  |
| 1940    | José Vinsac                                       | Cerro Porteño                             | 30  |
| 1941    | Benjamín Laterza Fabio Franco                     | Cerro Porteño Nacional                    | 18  |
| 1942    | Francisco Sosa                                    | Cerro Porteño                             | 23  |
| 1943    | Atilio Mellone                                    | Guaraní                                   | 27  |
| 1944    | Porfirio Rolón Sixto Noceda                       | Libertad Presidente Hayes                 | 18  |
| 1945    | Porfirio Rolón                                    | Libertad                                  | 18  |
| 1946    | Leocadio Marín                                    | Olimpia                                   | 26  |
| 1947    | Leocadio Marín                                    | Olimpia                                   | 27  |
| 1948    | Fabio Franco                                      | Nacional                                  | 24  |
| 1949    | Darío Jara Saguier                                | Cerro Porteño                             | 18  |
| 1950    | Diego Alexis Mendoza                              | Libertad                                  | 17  |
| 1951    | Antonio Ramón Gómez                               | Libertad                                  | 19  |
| 1952    | Diego Alexis Mendoza Rubén Fernández              | Libertad                                  | 16  |
| 1953    | Antonio Acosta                                    | Presidente Hayes                          | 15  |
| 1954    | Máximo Rolón                                      | Libertad                                  | 24  |
| 1955    | Máximo Rolón                                      | Libertad                                  | 25  |
| 1956    | Máximo Rolón                                      | Libertad                                  | 23  |
| 1957    | Juan Bautista Agüero                              | Olimpia                                   | 14  |
| 1958    | Juan Bautista Agüero                              | Olimpia                                   | 16  |
| 1959    | Ramón Rodríguez                                   | River Plate                               | 17  |
| 1960    | Gilberto Penayo                                   | Cerro Porteño                             | 18  |
| 1961    | Justo Pastor Leiva                                | Guaraní                                   | 17  |
| 1962    | Cecilio Martínez                                  | Nacional                                  | 19  |
| 1963    | Juan Cabañas                                      | Libertad                                  | 17  |
| 1964    | Genaro García Anastacio Jara Antonio González     | Guaraní Sol de América Rubio Ñu           | 8   |
| 1965    | Genaro García                                     | Guaraní                                   | 15  |
| 1966    | Celino Mora                                       | Cerro Porteño                             | 14  |
| 1967    | Sebastián Fleitas Miranda                         | Libertad                                  | 18  |
| 1968    | Pedro Antonio Cibils                              | Libertad                                  | 13  |
| 1969    | Benicio Ferreira                                  | Olimpia                                   | 13  |
| 1970    | Saturnino Arrúa                                   | Cerro Porteño                             | 19  |
| 1971    | Cristóbal Maldonado                               | Libertad                                  | 11  |
| 1972    | Saturnino Arrúa                                   | Cerro Porteño                             | 17  |
| 1973    | Mario Beron Clemente Rolón                        | Cerro Porteño River Plate                 | 15  |
| 1974    | Mario Beron Fermín Cabrera                        | Cerro Porteño Sportivo Luqueño            | 10  |
| 1975    | Hugo Kiesse                                       | Olimpia                                   | 12  |
| 1976    | Arsenio Meza                                      | River Plate                               | 11  |
| 1977    | Gustavo Fanego                                    | Guaraní                                   | 12  |
| 1978    | Enrique Villalba                                  | Olimpia                                   | 10  |
| 1979    | Edgar Ozuna                                       | Capitán Figari                            | 10  |
| 1980    | Miguel Michelagnoli                               | Olimpia                                   | 11  |
| 1981    | Eulalio Mora                                      | Guaraní                                   | 9   |
| 1982    | Pedro Fernánez                                    | River Plate                               | 13  |
| 1983    | Rafael Bobadilla                                  | Olimpia                                   | 14  |
| 1984    | Amancio Mereles Milciades Morel                   | Cerro Porteño                             | 12  |
| 1985    | Adriano Samaniego                                 | Olimpia                                   | 19  |
| 1986    | Félix Ricardo Torres                              | Sol de América                            | 13  |
| 1987    | Félix Brítez Román                                | Cerro Porteño                             | 11  |
| 1988    | Raúl Vicente Amarilla                             | Olimpia                                   | 17  |
| 1989    | Jorge López                                       | San Lorenzo                               | 16  |
| 1990    | Buenaventura Ferreira Romerito                    | Libertad / Cerro Porteño Sportivo Luqueño | 17  |
| 1991    | Carlos Luis Torres Lilio Torales                  | Olimpia Atl. Colegiales                   | 12  |
| 1992    | Felipe Nery Franco                                | Libertad                                  | 13  |
| 1993    | Francisco Ferreira                                | Sportivo Luqueño                          | 13  |
| 1994    | Héctor Núñez                                      | Cerro Porteño                             | 27  |
| 1995    | Héctor Núñez                                      | Cerro Porteño                             | 17  |
| 1996    | Arístides Rojas                                   | Guaraní                                   | 22  |
| 1997    | Luis Molinas                                      | Nacional / Tembetary                      | 13  |
| 1998    | Mauro Caballero                                   | Olimpia                                   | 21  |
| 1999    | Gauchinho                                         | Cerro Porteño                             | 22  |
| 2000    | Francisco Ferreira                                | Cerro Porteño                             | 23  |
| 2001    | Mauro Caballero                                   | Cerro Porteño / Libertad                  | 13  |
| 2002    | Juan Samudio                                      | Libertad                                  | 23  |
| 2003    | Erwin Avalos                                      | Cerro Porteño                             | 16  |
| 2004    | Juan Samudio                                      | Libertad                                  | 22  |
| 2005    | Dante López                                       | Nacional / Olimpia                        | 21  |
| 2006    | Hernán Rodrigo López                              | Libertad                                  | 27  |
| 2007    | Fabio Ramos                                       | Nacional Sol de América                   | 15  |
| 2008-AP | Fabio Escobar                                     | Nacional                                  | 13  |
| 2008-CL | Edgar Benítez                                     | Sol de América                            | 14  |
| 2009-AP | Pablo Velázquez                                   | Rubio Ñu                                  | 16  |
| 2009-CL | César Cáceres Cañete                              | Guaraní                                   | 11  |
| 2010-AP | Rodrigo Teixeira Pablo Zeballos                   | Guaraní Cerro Porteño                     | 16  |
| 2010-CL | Juan Carlos Ferreyra Roberto Nanni                | Olimpia Cerro Porteño                     | 12  |
| 2011-AP | Pablo Zeballos                                    | Olimpia                                   | 13  |
| 2011-CL | Freddy Bareiro                                    | Cerro Porteño                             | 13  |
| 2012-AP | José Ortigoza                                     | Sol de América                            | 13  |
| 2012-CL | Diego Centurión José Ariel Núñez                  | Guaraní Libertad                          | 13  |
| 2013-AP | Julián Benítez                                    | Nacional                                  | 13  |
| 2013-CL | Hernán Rodrigo López                              | Sportivo Luqueño                          | 17  |
| 2014-AP | Hernán Rodrigo López Christian Ovelar             | Libertad Sol de América                   | 19  |
| 2014-CL | Fernando Fernández                                | Guaraní                                   | 17  |
| 2015-AP | Fernando Fernández José Ortigoza Santiago Salcedo | Guaraní Cerro Porteño Sol de América      | 11  |
| 2015-CL | Santiago Salcedo                                  | Sol de América                            | 19  |
| 2016-AP | Brian Montenegro                                  | Nacional                                  | 18  |
| 2016-CL | Ernesto Álvarez Cecilio Domínguez                 | Sol de América Cerro Porteño              | 14  |
| 2017-AP | Santiago Salcedo                                  | Libertad                                  | 15  |
| 2017-CL | Diego Churín Rodrigo Bogarín                      | Cerro Porteño Guaraní                     | 11  |
| 2018-AP | Néstor Camacho                                    | Olimpia                                   | 14  |
| 2018-CL | Óscar Cardozo                                     | Libertad                                  | 15  |
| 2019-AP | Roque Santa Cruz William Mendieta                 | Olimpia                                   | 11  |
| 2019-CL | Roque Santa Cruz                                  | Olimpia                                   | 15  |

Fuente: Paraguay - List of Topscorers